# Лусі (Гейнола)
Лусі (фін. kylä) — село розташоване у фінському муніципалітеті Гейнола в регіоні Пяйянне Тавастія, у провінції Південна Фінляндія. Це місце, де фінська національна дорога 5 зустрічається з  дорогою 4.
У 2009 році Лусі було номіновано селом року.

## Історія
Лусі вперше згадується в 1470 році. Спочатку це була назва ферми, яка походить від народної форми християнського імені Амвросій (Брусі > Блусі > Лусі).
Лусі був частиною Heinolan maalaiskunta до його консолідації з містом Heinola в 1997 році.